# علاء (سمنان)
علاء یا کلا یکی از روستاهای شهرستان سمنان در استان سمنان ایران است. این روستا در ۹ کیلومتری جنوب خاوری شهر سمنان در دهستان حومه جای گرفته است. علاء مرکز دهستان حومه سمنان است.
بر پایه سرشماری سال ۱۳۸۵، جمعیت این روستا برابر با ۱٬۳۰۳ نفر (۳۴۹ خانوار) بوده است. در نزدیکی روستای علاء، ناحیه صنعتی علاء قرار دارد.
فراورده‌های این روستا شامل غلات، پنبه، پسته می‌باشد. صنایع دستی زنان این روستا کرباس بافی است.

## ارگ علاء
مهم‌ترین و یکی از دو بنای تاریخی این روستا، ارگ علاء است که یکی از آثار تاریخی میانه دوره قاجاریه به شمار می‌رود و به ثبت آثار تاریخی نیز رسیده است. مساحت تقریبی آن حدود ۱۰۰ متر مربع و ارتفاع آن در حدود ۴٫۵ متر و با طبقه دوم حدود ۸ متر است. این بنا در دست بازسازی است. افزون بر این بنا، مناره‌ای در کنار مسجد ابوالفضل روستا قرار دارد که ظاهراً از قدمتی چند صد ساله برخوردار است، و طبق گفتهٔ مسئولان، ارگ و مناره مسجد بازسازی می‌شوند و هر دو به حالت اولیه برمی گردند.